# René Baumann (Radsportler)
René Baumann (* 5. Oktober 1938 in Zürich) ist ein ehemaliger Schweizer Radrennfahrer und nationaler Meister im Radsport.

## Sportliche Laufbahn
Baumann war Bahnradsportler und auch im Strassenradsport aktiv. 1956 begann er mit dem Radsport. 1966 gewann er die nationale Meisterschaft im Sprint. 1967 konnte er den Titel verteidigen. 1958 war er Dritter der Meisterschaft. Während seines Militärdienstes 1959 und 1960 bestritt Baumann keine Rennen. 1962 wurde er Vize-Meister im Sprint und startete bei den UCI-Bahn-Weltmeisterschaften in dieser Disziplin. 
1964 gewann Baumann die Schweizer Meisterschaft im Omnium. In der Route de France 1959 wurde er beim Sieg von Henri Duez Dritter. Er gewann einige Kriterien in der Schweiz.